# Promachus cinereus
Promachus cinereus är en tvåvingeart som beskrevs av Ricardo 1925. Promachus cinereus ingår i släktet Promachus och familjen rovflugor.
Artens utbredningsområde är Zimbabwe. Inga underarter finns listade i Catalogue of Life.